# Gongronella butleri
Gongronella butleri är en svampart som först beskrevs av Lendn., och fick sitt nu gällande namn av Peyronel & Dal Vesco 1955. Gongronella butleri ingår i släktet Gongronella och familjen Cunninghamellaceae.   Inga underarter finns listade i Catalogue of Life.